# Marceljani
Marceljani (Marciljani) naselje je u Republici Hrvatskoj, u sastavu Grada Labina, Istarska županija.

## Zemljopisni položaj
Naselje se nalazi oko 3 km od centra Labina i oko 8 km od Rapca, u istočnoj Istri.
Zauzima područje površine 2,58 km2. Statistički spada u aglomeraciju Labina. U novije doba, od nastanka Republike Hrvatske, naselje je preimenovano u Marceljani (čak i Marčeljani).[pojasniti kako se zvalo prije toga] Unutar ovog malog naselja postoji nekoliko prepoznatljivih zaseoka. Tako se za pojedine dijelova naselja (zaseoke) koriste nazivi poput: Tomažići, Markolini, Blaškovići, Faraguni, Dragari, Bohki, Floki, Juraji itd.  
Okolica naselja obiluje šumama u kojima se mogu pronaći šparoge i raznovrsne gljive. Naselja koja okružuju Marceljane su: Vinež (Grad Labin), Sveti Bartul (Općina Raša) i Veli Golji (Općina Sveta Nedelja), a također granice naselja graniče i sa Snašićima i Markocima (oba Općina Sveta Nedelja). Kroz Marceljane prolazi županijska cesta koja spaja Vinež i Veli Golji, a s te ceste račvaju se lokalne ceste prema selima Tomažići, Faraguni i Blaškovići, te prema selu Bohki kroz Markoline. Na južnoj granici naselja Bohki prolazi županijska cesta koja spaja Vinež sa Sv.Bartulom, i tu se spaja lokalna cesta prema već navedenoj županijskoj cesti Vinež-Veli Golji kroz Markoline. Vatrogasni šumski putevi spajaju Tomažiće s naseljem Cere, te Blaškovići sa zaseokom Pustić. Najbliža zračna luka udaljena je oko 40 km (Pula), najbliža aktivna željeznička pruga je Lupoglav-Pazin-Pula, a najbliže trajektno pristanište je Brestova (trajekti za otok Cres). 
Najbliža osnovna škola (za učenike od 1. do 4. razreda) nalazi se na Vinežu, a za više razrede u Labinu. 

## Stanovništvo
Naselje je prvotno, nakon reforme lokalne samouprave nastankom Republike Hrvatske, bilo dio Općine Sveta Nedelja, da bi 1997. godine bilo pripojeno Gradu Labinu kojemu proteklih desetljeća gospodarski i društveno gravitira. Prema popisu stanovništva iz 2011. godine, naselje je imalo 192 stanovnika, što je 18,5% više nego 10 godina ranije. Trend rasta broja stanovnika potaknut je izgradnjom novim obiteljskih kuća, naročito u predjelu Bohki.
| broj stanovnika |       |       |       | 65    | 85    | 143   |       |       | 220   | 269   | 234   | 192   | 186   | 170   | 162   | 192   | 191   |
|                 | 1857. | 1869. | 1880. | 1890. | 1900. | 1910. | 1921. | 1931. | 1948. | 1953. | 1961. | 1971. | 1981. | 1991. | 2001. | 2011. | 2021. |

## Gospodarstvo
U gospodarskom smislu Marceljani nemaju veću važnost jer su stambeno naselje, i to bez društvenih sadržaja (kao što bi bile crkve, dječja igrališta, škole, mjesni domovi i sl.). Ipak, sadrže, primjerice, određene privatne turističke kapacitete (apartmani i kuće za odmor), stolariju, a sjedište su i nekolicine obrtnika i poduzeća (šumarstvo, strojarski inženjering, građevina...). Proteklih desetljeća najznačajnija je bila stolarija, tada u vlasništvu lokalnog obrtnika Kaice Trbića. U novije vrijeme stolarska se djelatnost ponovo vraća u taj objekt. Nekada je ovo naselje sadržavalo i zubotehnički laboratorij, a još ranije i gostione. Ovo naselje gospodarski gravitira pretežno ostalim naseljima Grada Labina (Labin, Vinež, Rabac) gdje su većina stanovnika Marceljana zaposlena. Naime, na Vinežu se nalazi poduzetnička zona u razvoju (s nekoliko stotina radnih mjesta), a u Rapcu brojni hoteli.

## Znamenitosti
U zaseoku Bohki nalazi se spomen obilježje Griža. Na tom je mjestu 1942. održan povijesni sastanak Komunističke partije Hrvatske i Komunističke partije Italije o borbi protiv fašizma u sklopu Narodnooslobodilačke borbe (NOB). U kulturnu baštinu naselja Marceljani spadaju i prapovijesni tumul u Bohkima, rimski grobovi (urne) u Markolinima, te etnozone Faraguni, Blaškovići, Bohki i Tomažići.
Neposredno uz zapadne granice Marceljana (šumski predio između Blaškovića i Pustića) nalazi se i "Goljeva jama", a radi se o krškoj jami koja je poznata po stradavanju u 2. svjetskom ratu. Tako povjesničar Porečko-pulske biskupije u Istarskoj Danici od 1999. godine piše o toj jami. Izvlačenjem žrtava iz jame od 16. do 26. listopada 1943. godine rukovodio je maršal Arnaldo Harzarich, inače i iskusan speleolog. Vatrogascima kojima je rukovodio pridružila se i spasilačka ekipa raškog rudnika, a njihov je rad osiguravala grupa od 25 njemačkih vojnika. U dva navrata službenoj se komisiji pridružio i porečko-pulski biskup Raffaele Radossi. Specijalnom dizalicom, koja je dopirala i do dubine od 226 metara, iz jame je izvučeno 84 leševa, među kojima su žrtve bile i tri žene, te 12 njemačkih vojnika.